# Denso
Koordinaten: 34° 59′ 49,8″ N, 137° 0′ 29,4″ O

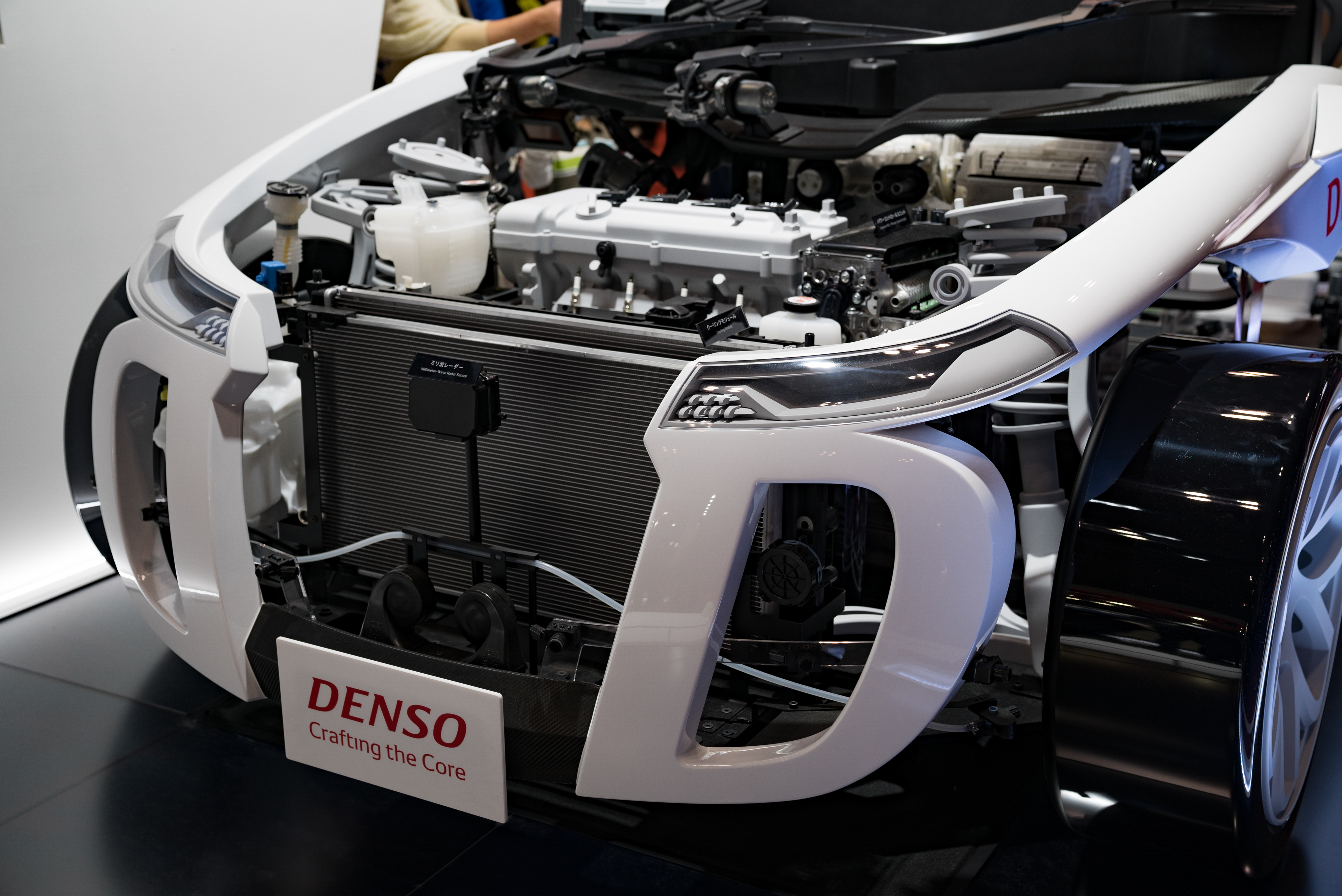
Denso Radarsensor, 2017

Die Denso Corporation (japanisch 株式会社デンソー, Kabushiki kaisha Densō) ist ein globaler Automobilzulieferer, insbesondere für Automobilelektronik und Automobilmechatronik. Der Firmensitz befindet sich in Kariya in der Präfektur Aichi in Japan.
Das Unternehmen wurde am 16. Dezember 1949 als Nippondenso Co. Ltd. (日本電装株式会社 Nippon Densō Kabushiki Kaisha) gegründet.
Ursprünglich war Denso der Bereich für die Herstellung elektrischer Komponenten der Toyota Motor Co., Ltd. und trennte sich nach dem Zweiten Weltkrieg ab, als die japanische „Kriegsmaschinerie“ abgewickelt wurde. Denso (電装 densō) bedeutet im Japanischen etwa elektrische Elemente, Elektroinstallation oder einfach nur Elektrik, wenn man es mit den japanischen Kanji-Schriftzeichen schreibt. Da das Unternehmen jedoch nicht mehr nur elektrische Bauteile herstellt, entschied man sich 1996 den Namen DENSO im Schriftzug des Unternehmens „DENSO Corporation“ (株式会社デンソー) mit Katakana-Schriftzeichen zu schreiben.
Das Unternehmen ist mit weltweit rund 165.000 Mitarbeitern und 190 Niederlassungen, davon 27 in europäischen Staaten im Jahr 2023, einer der größten japanischen Konzerne. Denso ist an den Börsen in Tokio (mit dem Börsenkürzel 6902), Osaka und Nagoya gelistet. Im Geschäftsjahr 2023 verzeichnete Denso einen Umsatz von umgerechnet 44,3 Milliarden Euro. Toyota hält an dem Unternehmen knapp 25 Prozent und ist damit größter Anteilseigner (2023/2024).
Nach Umsatz war Denso 2020 der zweitgrößte Automobilzulieferer der Welt – hinter Bosch und vor Continental.
Der Sitz der deutschen Tochter Denso AUTOMOTIVE Deutschland GmbH (DNDE), befindet sich seit 1994 (Gründung im Januar 1984) in Eching in der Nähe von München. Die TD Deutsche Klimakompressor im sächsischen Bernsdorf befindet sich zu 35 % im Besitz von Denso. Die Denso Corporation war Sponsor des Toyota-Formel-1-Teams.

## Geschichte
1949 wurde eine Entwicklungsabteilung für elektrische Komponenten von Toyota als Nippondenso Co. Ltd. abgespaltet. 1953 begann die Partnerschaft mit der deutschen Firma Bosch. Ab 1966 wurden die Aktivitäten in den USA mit Büros in Chicago, Los Angeles und Detroit ausgebaut und 1971 in Los Angeles die erste Niederlassung gegründet.
1984 wurde in Nukata eine eigene Teststrecke für Kraftfahrzeuge in Betrieb genommen und 2001 das Test-Center in Abashiri eröffnet.
Mitte 2020 startete Denso in Pittsburgh ein Entwicklungszentrum für autonomes Fahren der Stufe vier.

## Ehemalige Sparte Fahrzeugbau
Das Unternehmen entwickelte 1950 zusammen mit Kanto Auto Works einige Prototypen von Personenkraftwagen. Im selben Jahr begann die Produktion der Fahrzeuge, die als Denso vermarktet wurden. Es waren Elektroautos. Der Koreakrieg, der im Juni 1950 begann, verursachte einen deutlichen Preisanstieg bei Blei und somit bei Batterien. Damit waren Elektroautos preislich nicht mehr konkurrenzfähig. 1951 endete die Produktion. Insgesamt entstanden etwa 65 Fahrzeuge.
1950 gab es das Modell SBE auf Basis des Toyopet SB. Zur Wahl standen zwei verschiedene viertürige Limousinen mit vier oder sechs Seitenfenstern. Die Fahrzeuge hatten 240 cm Radstand und waren 400 cm lang. Zehn Fahrzeuge wurden gefertigt.
Von 1950 bis 1951 stand das Modell SDEX im Sortiment. Die Basis bildete der Toyopet SD, ebenfalls als viertürige Limousine. Hiervon entstanden fünf Exemplare.
1950 wurden einige Prototypen namens No. 1 entwickelt, an denen Kanto Auto Works nicht beteiligt war. Erneut wurde der Toyopet SD als Grundlage genommen, allerdings wurde die Karosserie überarbeitet. Auch diese Limousine hatte vier Türen.
Der EA aus der Zeit von 1950 bis 1951 war mit etwa 50 verkauften Fahrzeugen das erfolgreichste Modell des Herstellers. Es ist anzunehmen, dass auch er auf dem Toyopet SD basierte. Die einzige angebotene Karosseriebauform war erneut eine viertürige Limousine. Weitere Angaben sind 6 PS Motorleistung, 800 kg Batteriegewicht, 1990 kg Fahrzeuggewicht und 195 km Reichweite.
Soweit bekannt, existiert kein originales Fahrzeug mehr. 2009 entstand der Nachbau eines EA.

## Denso Wave
Das Tochterunternehmen stellt den Geschäftsbereich für Automatische Identifikation und Datenerfassung (Auto-ID), Industrieroboter sowie Spezialelektronik für die Automation in der Fertigung dar. Es hat die CCD-Lesetechnik für 1D-Scanner und den zweidimensionalen QR-Code erfunden. Hergestellt werden die Geräte von DENSO ELECS, einer weiteren Tochter mit eigenem Werk in Agui unweit von Kariya. Denso hält mit 75 % die Mehrheit an Denso Wave.